# Антон де Аламинос
Антон де Аламинос (шп. Antón de Alaminos, 1482–1520), шпански навигатор с краја 15. и почетка 16. века, који се истакао током истраживања и колонизације Новог Света у служби Кристифора Колумба и Ернана Кортеса.

## Биографија
Антон де Аламинос био је пореклом из места Палос де ла Фронтера у Шпанији, а у Нови Свет дошао је са Кристифором Колумбом, као навигатор на Колумбовом трећем и четвртом путовању (1502). Учествовао је у експедицији под вођством Хуан Понсе де Леона која је 1513. открила Флориду. Служио је као главни навигатор на две неуспеле експедиције на Јукатан које су водили Франсиско Ернандез де Кордоба (1517) и Хуан де Грихалва (1518). Захваљујући стеченом искуству, био је главни пилот Кортесове флоте која је започела шпанско освајање Мексика (1519-1521). Генерално је био упућен у услове пловидбе на Карибима и био је један од најискуснијих навигатора у периоду истраживања и колонизације Кариба и Мексика.